# Johannes van Meurs

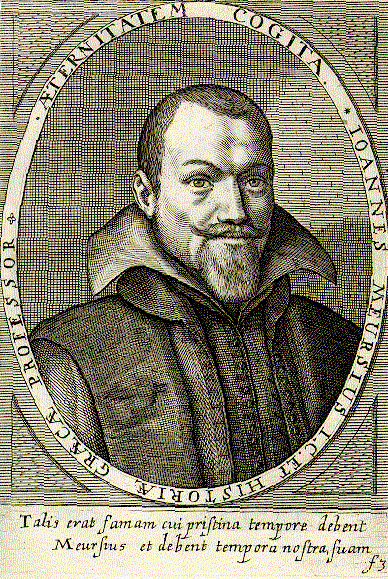
Johannes van Meurs

Johannes van Meurs (lateinisch Jo(h)annes Meursius; * 9. Februar 1579 in Loosduinen bei Haag; † 20. September 1639 in Sorø) war ein niederländischer Altphilologe und Historiker. Er war der Vater des Philologen John Meursius (1613–1653/1654). Der französische Jurist und Schriftsteller Nicolas Chorier benutzte Meurs' Namen als Pseudonym.

## Leben
Johannes van Meurs bereiste als Führer der Söhne des Großpensionärs Johan van Oldenbarnevelt einen großen Teil Europas. Er wurde 1610 Professor für Geschichte und Griechische Sprache an der Universität Leiden und 1611 Historiograph von Holland, Ab 1625 wirkte er als königlich dänischer Historiograph und Professor für Geschichte und Politik an der Sorø Akademi.

## Werke
- Glossarium graecobarbarum, Leyden 1614
- Athenae batavae, Leyden 1625
- Res belgicae, Leyden 1612
- Lectiones atticae, Leyden 1617
- Theseus
- Historia danica, Kopenhagen 1630

## Ausgaben
- Lané (Hrsg.): Werke. Florenz 1741–1763 (12 Bände).